# العلاقات البرتغالية اللوكسمبورغية
العلاقات البرتغالية اللوكسمبورغية هي العلاقات الثنائية التي تجمع بين البرتغال ولوكسمبورغ.

## مقارنة بين البلدين
هذه مقارنة عامة ومرجعية للدولتين:
| وجه المقارنة                                              | البرتغال                                                  | لوكسمبورغ                                                     |
| --------------------------------------------------------- | --------------------------------------------------------- | ------------------------------------------------------------- |
| المساحة (كم2)                                             | 92.21 ألف                                                 | 2.59 ألف                                                      |
| عدد السكان (نسمة)                                         | 10.60 مليون                                               | 599.45 ألف                                                    |
| الكثافة السكانية (ن./كم²)                                 | 114.95                                                    | 231.45                                                        |
| العاصمة                                                   | لشبونة                                                    | لوكسمبورغ                                                     |
| اللغة الرسمية                                             | اللغة البرتغالية، اللغة الميراندية                        | اللغة اللوكسمبورغية، لغة فرنسية، اللغة الألمانية              |
| العملة                                                    | يورو، اسكودو برتغالي                                      | يورو، فرنك لوكسمبورغ                                          |
| الناتج المحلي الإجمالي (بليون دولار)                      | 217.57 مليار                                              | 62.40 مليار                                                   |
| الناتج المحلي الإجمالي (تعادل القوة الشرائية) بليون دولار | 307.82 مليار                                              | 58.13 مليار                                                   |
| الناتج المحلي الإجمالي الاسمي للفرد دولار أمريكي          | 19.22 ألف                                                 | 101.45 ألف                                                    |
| الناتج المحلي الإجمالي للفرد دولار أمريكي                 | 28.76 ألف                                                 | 101.93 ألف                                                    |
| مؤشر التنمية البشرية                                      | 0.830                                                     | 0.892                                                         |
| رمز المكالمات الدولي                                      | +351                                                      | +352                                                          |
| رمز الإنترنت                                              | .pt                                                       | .lu                                                           |
| المنطقة الزمنية                                           | توقيت غرب أوروبا، توقيت غرب أوروبا الصيفي، أوروبا/لشبونة ‏ | توقيت وسط أوروبا، ت ع م+01:00، ت ع م+02:00، أوروبا/لوكسمبورج ‏ |

## مدن متوأمة
في ما يلي قائمة باتفاقيات التوأمة بين مدن برتغالية ولوكسمبورغية:
- ترتبط Sesimbra [الإنجليزية]‏ مع Niederanven [الإنجليزية]‏ باتفاقية توأمة.
- ترتبط تشافيس مع ديفردانج باتفاقية توأمة منذ 2004.
- ترتبط قلمرية مع إيش سوغ ألزيت باتفاقية توأمة منذ 1988.

## منظمات دولية مشتركة
يشترك البلدان في عضوية مجموعة من المنظمات الدولية، منها:
| علم المنظمة | اسم المنظمة                               | تاريخ انضمام البرتغال | تاريخ انضمام لوكسمبورغ |
| ----------- | ----------------------------------------- | --------------------- | ---------------------- |
|             | وكالة الفضاء الأوروبية                    | ?                     | ?                      |
|             | بنك التنمية الآسيوي                       | 2002                  | 2003                   |
|             | الاتحاد الأوروبي                          | 1986                  | 25 مارس 1957           |
|             | وكالة ضمان الاستثمار متعدد الأطراف        | 6 يونيو 1988          | 29 أغسطس 1991          |
|             | منظمة التعاون الاقتصادي والتنمية          | 4 أغسطس 1961          | ?                      |
|             | الأمم المتحدة                             | 14 ديسمبر 1955        | 24 أكتوبر 1945         |
|             | الوكالة الدولية للطاقة                    | ?                     | ?                      |
|             | الفريق المعني برصد الأرض                  | ?                     | ?                      |
|             | مركز تنسيق الحركة في أوروبا ‏              | ?                     | ?                      |
|             | منظمة حظر الأسلحة الكيميائية              | ?                     | ?                      |
|             | منظمة التجارة العالمية                    | ?                     | ?                      |
|             | منظمة الشرطة الجنائية الدولية             | ?                     | ?                      |
|             | البنك الإفريقي للتنمية                    | ?                     | ?                      |
|             | منظمة الأمن والتعاون في أوروبا            | 25 يونيو 1973         | 25 يونيو 1973          |
|             | مؤسسة التنمية الدولية                     | 29 ديسمبر 1992        | 4 يونيو 1964           |
|             | حلف شمال الأطلسي                          | 4 أبريل 1949          | 4 أبريل 1949           |
|             | نظام تحكم تكنولوجيا القذائف               | 1992                  | 1990                   |
|             | يونسكو                                    | 11 مارس 1965          | 27 أكتوبر 1947         |
|             | مجلس أوروبا                               | ?                     | ?                      |
|             | اتحاد المدفوعات الأوروبي ‏                 | ?                     | ?                      |
|             | الاتحاد البريدي العالمي                   | ?                     | ?                      |
|             | البنك الدولي للإنشاء والتعمير             | 29 مارس 1961          | 27 ديسمبر 1945         |
|             | اتفاقية السماوات المفتوحة                 | ?                     | ?                      |
|             | الاتحاد الدولي للاتصالات                  | 1866                  | 2 مارس 1866            |
|             | مؤسسة التمويل الدولية                     | 8 يوليو 1966          | 4 أكتوبر 1956          |
|             | المنظمة الأوروبية لسلامة الملاحة الجوية   | 1986                  | 1960                   |
|             | المركز الدولي لتسوية المنازعات الاستشارية | 1 أغسطس 1984          | 29 أغسطس 1970          |
|             | مجموعة أستراليا                           | 1985                  | 1985                   |
|             | مجموعة الموردين النوويين                  | ?                     | ?                      |

## أعلام
هذه قائمة لبعض الشخصيات التي تربطها علاقات بالبلدين:
- الأمير فيليكس من بوربون-بارما (28 سبتمبر 1893 – 8 أبريل 1970[24])
- تشارلوت، دوقة لوكسمبورغ الكبرى (23 يناير 1896[25][26] – 9 يوليو 1985[25][26])
- جوليان داروي (لاعب كرة قدم فرنسي، 16 فبراير 1916 – 13 ديسمبر 1987)
- جويل بيدرو (لاعب كرة قدم لوكسمبورغي، 10 أبريل 1992[27] – )
- جيرسون رودريغيز (20 يونيو 1995[28] – )
- داني موتا (لاعب كرة قدم برتغالي، 2 مايو 1998[29] – )
- دانييل دا موتا (لاعب كرة قدم لوكسمبورغي برتغالي، 11 سبتمبر 1985[30] – )
- ديفيد كايادو (لاعب كرة قدم برتغالي، 2 مايو 1987 – )
- ريكاردو ديلغادو (لاعب كرة قدم برتغالي، 22 فبراير 1994[31] – )
- ماري أديلايد (14 يونيو 1894[32] – 24 يناير 1924[32])
- ميكاييل بينتو (لاعب كرة قدم برتغالي، 4 يونيو 1993[33] – )
- يانيك باسطوس (لاعب كرة قدم لوكسمبورغي، 30 مايو 1993[34] – )

## وصلات خارجية
- موقع وزارة الخارجية البرتغالية
- موقع وزارة الخارجية اللوكسمبورغية